# 東倉郡
東倉郡（：／ Tongchang gun */?）是朝鮮民主主義人民共和國平安北道的一個郡，位於该道的東部，東界慈江道，昌城江自西北向東南流過。面積654平方公里。东仓郡有大榆洞矿山，为北韓主要的金银矿产地之一:26。

## 下轄區劃
下分一邑、一勞動者區、十六里。